# Hypatia
Hypatia: A Journal of Feminist Philosophy é uma revista acadêmica revisada por pares publicada trimestralmente pela Cambridge University Press. Em janeiro de 2019, a revista é liderada pelas coeditoras Bonnie J. Mann, Erin McKenna, Camisha Russell e Rocío Zambrana. As resenhas de livros são publicadas pela Hypatia Reviews Online (HRO). HRO é editado por Erin McKenna e Joan Woolfrey. A revista é propriedade de uma corporação sem fins lucrativos, Hypatia, Inc. A ideia da revista surgiu de reuniões da Sociedade para Mulheres na Filosofia (Society for Women in Philosophy, SWIP) na década de 1970. A filósofa e jurista Azizah Y. al-Hibri tornou-se a editora fundadora em 1982, quando foi publicada como uma edição "nas costas" do Fórum Internacional de Estudos da Mulher (Women's Studies International Forum). Em 1984, o Conselho aceitou uma proposta de Margaret Simons para lançar Hypatia como uma revista autônoma, com Simons, que foi editor convidado da terceira edição (1985) de Hypatia no WSIF, como Editor. O escritório editorial da Southern Illinois University Edwardsville também cuidou da produção até que Simons, que deixou o cargo de editor em 1990, negociou um contrato com a Indiana University Press para publicar a revista, facilitando a mudança para um novo editor.
Hypatia se envolveu em uma disputa prejudicial em 2017, quando seus editores associados publicaram um pedido de desculpas não autorizado pela publicação de um artigo sobre transracialismo na revista, após o autor e o artigo terem sido criticados nas redes sociais. O episódio apontou para uma falha significativa nas comunicações dentro da equipe editorial de Hypatia. A revista respondeu criando uma força-tarefa para reestruturar sua governança. Foi objeto de mais controvérsia em 2018, quando aceitou para publicação um artigo satírico e falso, um dos vários escritos como parte do caso de estudos de queixas . As fraudes foram expostas pelo Wall Street Journal antes que Hypatia pudesse publicar o artigo.

## História

### Background
Hypatia tem suas raízes nas reuniões regionais da Sociedade para Mulheres na Filosofia (Society for Women in Philosophy, SWIP), criada em 1972. Uma das primeiras ideias da SWIP foi a criação de um jornal de filosofia. A ideia de “a journal of our own” foi muito poderosa, de acordo com Kathryn Morgan (Toronto), falando em 2009 sobre a história de Hypatia. Na época, de acordo com Linda Martín Alcoff (CUNY), presidente do conselho de administração da Hypatia Inc. desde fevereiro de 2018, filósofos que queriam escrever sobre questões relacionadas ao gênero estavam sendo silenciados em uma disciplina "dividida por preconceitos descarados e interesses instalados, infligindo a sua própria forma de violência sem remorso da multidão".

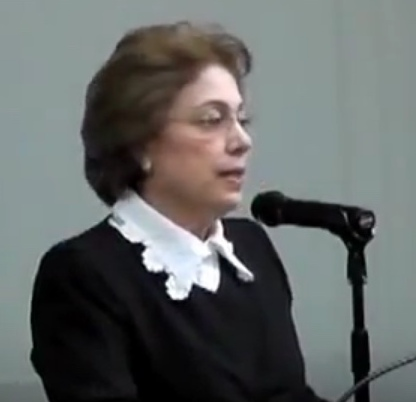
Azizah Y. al-Hibri, 2012

A SWIP decidiu em 1977 criar um conselho editorial para planejar a revista; o primeiro conselho foi montado por Ann Garry (Cal State LA) e Jacqueline Thomason (UMass Amherst). Numa reunião em Denver, na primavera de 1979, o conselho concordou que Azizah Y. al-Hibri (UR) deveria ser o editor fundador. Al-Hibri começou a trabalhar na revista em 1982, depois de concluir seu doutorado em filosofia e no início do primeiro ano da faculdade de direito. Os departamentos de filosofia e estudos da mulher da Universidade da Pensilvânia ofereceram apoio na forma de um escritório e assistência à pesquisa. O Women's Studies International Forum concordou em publicar a nova revista como uma edição anual própria, o que fez durante três anos, e distribuiu 10.000 brochuras para sua lista de discussão anunciando-a.
O grupo liderado por Al-Hibri decidiu que as submissões seriam totalmente analisadas e que seriam oferecidos comentários substantivos, em vez da breve rejeição habitual, para ajudar os autores a melhorar o seu trabalho e contribuir para o desenvolvimento da área. Donna Serniak (Penn) foi a responsável pela primeira edição. Foi publicado pela primeira vez independentemente do Women's Studies International Forum em 1986. Em 1984, o Conselho aceitou uma proposta de Margaret Simons para lançar Hypatia como um jornal autônomo, com Simons, que foi editor convidado da terceira edição (1985) de Hypatia no WSIF, como Editor. O escritório editorial da Southern Illinois University Edwardsville também cuidaria da produção. Com o apoio entusiástico dos membros do SWIP que votaram para incluir assinaturas de periódicos em suas quotas, artigos contribuídos e edições especiais editadas por convidados, o novo periódico foi um sucesso. Em 1990, Simons deixou o cargo de editor, após negociar um contrato com a Indiana University Press para cuidar da produção e do cumprimento das assinaturas, permitindo assim que a redação se mudasse facilmente para outro campus.

### Título, filosofia feminista
A revista leva o nome de Hypatia of Alexandria, uma matemática e filósofa que foi assassinada por uma multidão em 415 dC. Al-Hibri disse que o conselho editorial da SWIP escolheu o nome para refletir que as mulheres têm “raízes profundas na filosofia”. Segundo Linda López McAlister (USF), a ideia do nome veio de Sue Larson (Barnard) durante uma reunião do SWIP Oriental em 1973. [[Sandra Harding] (UCLA), que estava na reunião, objetou, achando horrível nomear um jornal de filosofia feminista em homenagem a uma mulher que foi "apedrejada até a morte por dizer a verdade".  A primeira sugestão foi Hypatia: A Journal of Philosophy and Feminism, em vez de A Journal of Feminist Philosophy, porque na época não estava claro o que poderia ser a filosofia feminista.
Em 2019, os editores de Hypatia escreveram, em “The Promise of Feminist Philosophy”:
Os editores da revista abordaram frequentemente questões de pluralismo disciplinar, exclusão demográfica e marginalização, e o próprio papel da revista na definição da agenda para a agitação feminista ou conformidade dentro da academia. ... A estrutura da edição especial às vezes permitiu que Hypatia criasse espaço para acadêmicas que estão sujeitas às formas mais persistentes de marginalização na disciplina, e para o trabalho feminista interseccional, mesmo que Hypatia como um todo tenha sido justamente criticada pela sub-representação de tal trabalho. ... Mais recentemente, o desenvolvimento de clusters Hypatia (um conjunto de dois ou mais artigos sobre um único tema numa edição aberta) oferece outro caminho que pode ser utilizado para destacar trabalhos que são marginalizados na disciplina mais ampla. ... Entendemos que Hypatia é um daqueles espaços precários de resistência, onde intenções e resultados não se espelham perfeitamente. Vemos Hypatia como uma aspirante a uma prática crítica que deve ser mantida vigilantemente, mesmo que permaneça aberta a transformações radicais, à medida que novas condições históricas e materiais se apresentam.

## Governança
Hypatia é propriedade de uma corporação sem fins lucrativos, Hypatia Inc., registrada no estado americano de Washington em abril de 2008. Seu objetivo é "promover estudos feministas em filosofia e áreas afins, inclusive por meio da publicação de a revista acadêmica Hypatia". Em 2017, sua receita anual era de cerca de US$ 70.000. Além de publicar a revista, a Hypatia Inc. também emite "bolsas de diversidade" em apoio aos estudos e à filosofia feminista, consistindo em bolsas de viagem para indivíduos, bem como bolsas de projetos.
Em outubro de 2019, o conselho de administração era composto por Linda Martín Alcoff, Talia Mae Bettcher, Ann Garry, Helen Longino, Jacqueline Scott e Nancy Tuana. Além disso, a revista listou um conselho consultivo internacional de 15 pessoas e um conselho de 11 editores associados. Em vez de um editor-chefe, foram nomeados quatro coeditores, Bonnie J. Mann, Erin McKenna, Camisha Russell e Rocío Zambrana, e uma editora-chefe, Sarah LaChance Adams. O editor-chefe da Hypatia Reviews Online foi nomeado Bjørn Kristensen. Os editores-chefes anteriores foram:
- Azizah al-Hibri (1982–1984)
- Margaret Simons (1984–1990)
- Linda López McAlister (1990–1998), com Cheryl Hall e Joanne Waugh (1995–1998)
- Laurie J. Shrage e Nancy Tuana (1998–2003)
- Hilde Lindemann (2003–2008)
- Lori Gruen (2008–2010) e Alison Wylie (2008–2013)
- Linda Martín Alcoff e Ann Cudd (2010–2013)
- Sally Scholz (2013–2017)
- Ann Garry (editora interina, 2018–2019)

## Controvérsia sobre transracialismo de 2017

### Disputa
Hypatia se envolveu em uma disputa em abril de 2017 que levou à vergonha online de uma de suas autoras, Rebecca Tuvel, professora assistente não titular de filosofia no Rhodes College, em Memphis. O episódio apontou para um colapso nas comunicações dentro da equipe editorial de Hypatia e para uma ruptura no feminismo e na filosofia acadêmica.
A revista publicou o artigo de Tuvel, "In Defense of Transracialism", em sua edição da primavera de 2017, após a revisão duplo-cega padrão por pares. Comparando o caso de Caitlyn Jenner com o de Rachel Dolezal, Tuvel argumentou que "[desde] que deveríamos aceitar as decisões dos indivíduos transexuais de mudar de sexo, também deveríamos aceitar as decisões dos indivíduos transraciais de mudar de raça." Em 28 de abril o artigo foi criticado no Facebook e no Twitter, e Tuvel tornou-se alvo de ataques pessoais. No dia seguinte, uma carta aberta, listando um membro do conselho editorial de Hypatia como seu ponto de contato, pedia que o artigo fosse retratado. Em 2 de maio, a carta reuniu 830 assinaturas. A revista se distanciou ainda mais do artigo em 1º de maio, quando um editor associado da Hypatia se desculpou na página da revista no Facebook pela publicação do artigo, em nome da "maioria do Conselho de Editores Associados da Hypatia". A editora-chefe, Sally Scholz, manteve o artigo, e o conselho de administração, liderado por Miriam Solomon, confirmou que não seria retratado.

### Força-tarefa
Em julho de 2017, Scholz renunciou ao cargo de editor-chefe, junto com Shelley Wilcox, editora da Hypatia Reviews Online. O conselho de administração anunciou que uma força-tarefa reestruturaria a governança da revista, e que qualquer pessoa em posição editorial ou fora do conselho de Hypatia seria "obrigada a assinar uma declaração de adesão às diretrizes emitidas pelo COPE, o Comitê de Ética em Publicações". Segundo comunicado dos editores associados, cuja função era escolher o próximo editor, o conselho de administração pediu-lhes, no dia 17 de julho, que renunciassem ou os documentos de governança da revista seriam suspensos, o que removeria a influência dos editores associados. Oito dos editores associados renunciaram. Na sua declaração de demissão, escreveram que a actual controvérsia estava "baseada em diferenças e tensões de longa data dentro do campo". Eles argumentaram que a filosofia feminista tinha um compromisso ético de transformar a filosofia em “uma disciplina que honra as perspectivas e acolhe as contribuições acadêmicas de grupos historicamente marginalizados, incluindo pessoas de cor, pessoas trans*, pessoas com deficiência e pessoas queer”.
O conselho nomeou editores interinos e, em novembro de 2017, Sally Haslanger, Serene Khader e Yannik Thiem foram nomeados copresidentes do grupo de trabalho de governação. O conselho de administração de cinco pessoas, incluindo Solomon, foi substituído em fevereiro de 2018. Linda Martín Alcoff e Kim Hall, dois dos editores associados que renunciaram em julho, tornaram-se presidente do conselho de administração e presidente do comitê de busca da nova equipe editorial, respectivamente.

## Caso de estudos de reclamações de 2018
Hypatia foi objeto de mais controvérsia em 2018, quando aceitou um artigo falso para publicação como parte do "caso de estudos de reclamações". O filósofo Peter Boghossian e outros submeteram 20 artigos falsos a diversas revistas de humanidades e ciências sociais para provocar discussões sobre os padrões académicos. Dois artigos foram submetidos a Hypatia.
A primeira, “The Progressive Stack: An Intersectional Feminist Approach to Pedagogy”, não foi aceita; os autores foram três vezes aconselhados a revisar e reenviar. O documento sugeria que "os educadores deveriam discriminar por identidade e calcular o estatuto dos seus alunos em termos de privilégios, favorecer os menos privilegiados com mais tempo, atenção e feedback positivo e penalizar os mais privilegiados recusando-se a ouvir as suas contribuições, ridicularizando as suas contribuições, intencionalmente falando sobre eles e fazendo-os sentar no chão acorrentados ..." Um revisor perguntou como os alunos privilegiados poderiam "se sentir genuinamente desconfortáveis de maneiras que são humilhantes e produtivas", mas não "tão desconfortáveis (vergonha) que resistam com renovado vigor”. O segundo artigo, "Quando a piada é sobre você: uma perspectiva feminista sobre como a posicionalidade influencia a sátira", foi aceito. O artigo argumentou que "a crítica satírica ou irônica dos estudos sobre justiça social" é antiética, mas é aceitável em campos como a economia. O Wall Street Journal expôs a farsa antes de Hypatia publicar o artigo.
Em outubro de 2018, Hypatia publicou uma declaração denunciando a quebra de confiança nas publicações acadêmicas e disse que iria "revisitar nossos procedimentos para ver se podemos rastrear melhor a fraude de uma forma que não sobrecarregue nem os próprios autores que esperamos encorajar a enviar seus trabalho nem aos revisores pedimos que dediquem seu tempo à sua importante tarefa". Os editores enfatizaram que os fraudadores manipularam as práticas de publicação e revisão de Hypatia, que pretendiam "encorajar submissões de estudiosos mais jovens e marginalizados" e "evitar colocar obstáculos desnecessários na forma de submeter e revisar manuscritos". Justin Weinberg, professor associado da Universidade da Carolina do Sul, escreveu que "se as citações [no artigo publicado] são legítimas e as descrições das opiniões de outros são precisas ... os editores de Hypatia não têm nada a ser particularmente envergonhado. ... Parece-me que apenas na última página do jornal há certas declarações que poderiam ser interpretadas como ultrajantes, mas são tão vagas que uma interpretação alternativa muito mais caridosa seria razoável.

## Estrutura de governança revisada
Após a transição de 2018, os órgãos de governo de Hypatia colaboraram para produzir um novo documento de governação para facilitar a comunicação aberta e a consistência processual em casos de conflito. A revista também tem agora dois comitês permanentes para considerar questões de ética, resolução de disputas e divulgação. Em fevereiro de 2020, os conselhos de governança da Hypatia elegeram um novo Conselho de Editores Associados.

## Abstração e indexação
Hypatia é resumida e indexada nas seguintes bases de dados bibliográficas:
- Arts and Humanities Citation Index[60]
- Current Contents/Arts & Humanities[60]
- Current Contents/Social & Behavioral Sciences[60]
- EBSCO databases
- International Bibliography of Periodical Literature
- International Political Science Abstracts
- MLA International Bibliography
- Philosopher's Index
- PhilPapers
- ProQuest databases
- Scopus[61]
- Social Sciences Citation Index[60]
- Sociological Abstracts

De acordo com o Journal Citation Reports, a revista tem um fator de impacto de 0,712 em 2017.